# Маї-Мне (район)
Маї-Мне — район зоби (провінції) Дебуб, що в Еритреї. Столиця — місто Маї-Мне.